# Oligia erratricula
Oligia erratricula là một loài bướm đêm trong họ Noctuidae.